# ميلان ماتولا
ميلان ماتولا (بالتشيكية: Milan Matula)‏ هو لاعب كرة قدم تشيكي في مركز الدفاع، ولد في 22 أبريل 1984 في ترتنوف في جمهورية التشيك. شارك مع منتخب جمهورية التشيك تحت 21 سنة لكرة القدم. أما مع النوادي، فقد لعب مع نادي تيبليتسه ونادي سلوفان ليبيريتس.

## وصلات خارجية
- ميلان ماتولا على موقع الاتحاد التشيكي (الإنجليزية)
- ميلان ماتولا على موقع قاعدة بيانات كرة القدم.إي يو (الإنجليزية)